# Byplanlov
En byplanlov er en lov, hvorved byplanlægning reguleres. Danmark har haft to byplanlove, den ene vedtaget i 1925, den anden vedtaget i 1938.
Med tiden har planlægning bredt sig til andre emner end byernes fysiske indretning i snævreste forstand. Det førte til en række særlove for disse emner (naturfredning, vejadgang, vandindvinding, råstofforvaltning med mere) men sideløbende indså man, at byplanlægningen hører hjemme i mere omfattende geografiske sammenhænge, hvilket førte til lovgivning om byregulering (byudviklingsplaner) og senere om regions- og landsplanlægning.

## Byplanloven af 1925
Først i 1925 lykkedes det at gennemføre en byplanlov i Danmark (lov nr. 122 af 18. april 1925 om Byplaner). Denne lov gjorde byplaner frivillige men gav på den ene side kommunerne en række beføjelser, på den anden grundejerne nogle erstatningsrettigheder, der viste sig at være så vidtgående, at kommunerne veg tilbage for at vedtage bindende byplaner.
Lovens forudsattes anvendt "i Købstæderne og Flækkerne (herunder Marstal) samt Københavns og Frederiksberg Kommuner".
Loven indeholdt ingen bestemmelser om igangsættelsen af byplanarbejdet. Først når en byplan var udarbejdet var kommunen pligtig at fremlægge denne "til offentligt Eftersyn paa et for Beboerne bekvemt sted i mindst 3 Uger. Om Fremlæggelsen skal der ske offentlig Bekendtgørelse paa den i Kommunen brugelige Maade, og Bekendtgørelsen skal angive Forslagets Omraade og fastsætte en Frist, ikke under 4 Uger fra Bekendtgørelsens Dato, for Adgang til at komme med Indsigelser mod og Ændringsforslag til Forslaget." Som en særlig sikkerhedsbestemmelse hed det i § 6, at "Efter Begæring af en Kommunalbestyrelse, som er i Færd med at udarbejde en Byplan, kan Indenrigsministeriet nedlægge Forbud imod, at en Ejendom, der kan ventes at blive omfattet af Planen, anvendes paa en Maade, der maa antages at komme i Strid med Planen. Saadant Forbud kan kun nedlægges een Gang og kun for et Tidsrum af ¾ Aar."

### Byplanernes indhold
Ifølge byplanlovens § 2 kunne der i en byplan "træffes bestemmelser om:
1. Vejes Beliggenhed, Længde- og Tværprofiler samt Befæstelse,
2. Torves og andre offentlige Pladsers Beliggenhed,
3. Spor- og Ledningsanlægs Beliggenhed,
4. Bebyggelsesarter og deres Fordeling,
5. Vejskel og Byggelinier.

Byplanen skal indeholde Bestemmelser om, hvorledes der kan dispenseres fra Planen, og hvorledes Ændringer i denne kan foretages."
Derimod indeholdt loven ingen bestemmelser om planens udformning, hverken i tekstmæssig eller illustrationsmæssig henseende. Det fremgik dog af lovens § 7 om "Tinglæsning m.m.", at "Umiddelbart efter, at Byplanen er godkendt, skal Meddelelse derom ved Kommunalbestyrelsens Foranstaltning bekendtgøres paa den i Kommunen brugelige Maade og tinglæses paa de i Planen omfattede Ejendomme; for Tinglæsningen erlægges intet Gebyr." Med andre ord forudsættes planen at have en sådan udformning, at det for de enkelte ejendomme (jordstykker) ville være muligt at fastslå de arealanvendelsesvilkår, planen havde fastlagt. I forlængelse heraf bestemtes i lovens § 8 om "Virkning af Byplanen" at: "Naar en Byplan er godkendt af Indenrigsministeriet eller Amtsraadet, maa indenfor det Omraade, som omfattes af Planen,
a. intet Areal bebygges eller paa anden Maade anvendes i Strid med Byplanen,
b. ingen Udstykning approberes, forinden det ved Attest fra en Landinspektør er godtgjort, at den ikke er i Strid med Byplanen,
c. ingen Vej anlægges, forinden dens Vejskel er afsat af en Landinspektør overensstemmende med Byplanen."
Når byplanloven indeholdt så lidt om byggeriets størrelse og udformning, skal dette utvivlsomt ses i lyset af bestemmelserne i bygningsreglementer vedtaget ved lov i 1876. Byplanloven forudså med andre ord muligheden for at holde disse to forhold adskilte. Ligeledes var dengang udbredt muligheden for en grundejer ved servitut at lægge rammer for arealanvendelse for udstykkede jordlodder, hvilket kunne give (og gav) anledning til konflikter.

### Samtidens lovvurdering
I hovedsagen blev byplanloven hilst velkommen af samtiden, omend man forholdt sig kritisk til dens udformning. Dette gjaldt både lovens opbygning, de komplicerede erstatningsbestemmelser men tillige manglende styringsmuligheder især mellem de daværende købstæder og forstæder.

### Lovens betydning
Byplanloven af 1925 fik kun ringe praktisk betydning for byplanlægningen. Dette skyldtes flere forhold, hvoraf de vigtigste var en manglende skelnen mellem på den ene side almindelige rådighedsindskrænkninger, der begrænser og regulerer ejerens dispositionsmuligheder uden at medføre almindelig erstatningsforpligtigelse for det offentlige, og på den anden en egentlig ekspropriation til offentlig benyttelse mod erstatning kombineret med de store erstatningskrav. Allerede forud for den 1925 vedtagne byplanlov fandtes flere love, som på ulige vis indskrænkede dispositionsretten (lov af 10. marts 1852 med udpegning af en række skadelige virksomheder, lov af 12. januar 1958, der gav hjemmel til sundhedsvedtægter med ganske vidtgående bestemmelser, lov om Parcelsalg af 30. juni 1922, fredsskovsforordningen af 27. september 1805, naturfredningsloven af 8. maj 1917 m.fl.), men byplanloven gav nu ejere uoverskuelige muligheder for erstatningskrav. Det gjorde den uanvendelig. At loven tillige var meget svag med hensyn til bestemmelser om byplanens udformning spillede en mindre rolle men gjorde den ej heller så betydningsfuld. Brugen af andre love kunne i væsentlig udstrækning erstatte behovet for en byplanlov. Men manglen føltes ligefuldt af datidens byplanfortalere.

## Byplanloven af 1938
I erkendelsen af, at byplanloven af 1925 ikke fandt anvendelse som håbet og forventet vedtoges en rettet byplanlov den 29. april 1938. Den nye byplanlov gjorde det til en pligt for købstæder (og andre byer) med mere end 1000 indbyggere at lave en byplan inden for 5 år efter lovens ikrafttræden. Byplanen skulle derefter indsendes til indenrigsministeriets godkendelse og derefter tinglyses på samtlige berørte ejendomme.

### Byplanens formål
Formålet med byplanen var at gøre det muligt for myndighederne (kommunalbestyrelsen) at styre udviklingen af enhver bymæssig bebyggelse på en måde, der er hensigtsmæssig såvel for den enkelte grundejer som for samfundet som helhed. Det ansås som et grundlæggende princip, at "den enkelte bebyggelse ikke bør betragtes som et isoleret foretagende eller bedømmes alene ud fra dets egne forudsætninger, men at det bør ses og vurderes som et led i en sammenhæng, nemlig de i øvrigt eksisterende og forudselige forhold på stedet og dets omgivelser". Byplanen skulle sikre, at "dên, der inden for et reguleret område søger en grund til et bestemt formål, kunne bør være sikker på at erhverve en grund, som ifølge reguleringen netop har de egenskaber, som han søger og betaler for", mens omvendt kommunalbestyrelsen bør "vente med at fastsætte enkelthederne for de enkelte områder til det kan forudses, at udstykningen og bebyggelsen vil nå det enkelte af disse".

### Lovens forvaltning
Lovens bestemmelser kom imidlertid ikke til udførelse. I stedet udarbejdedes et cirkulære ved ekspeditionssekretær Ove Larsen i ministeriet, hvorefter der i form af dispositionsplaner skulle skaffes sammenhængende forestillinger om samtidige og fremtidige byplanforhold i kommunen. Disse planer skulle ikke tinglyses på de omfattede ejendomme. Til gengæld skulle det påhvile kommunen i form af partielle byplanvedtægter ved behov at udarbejde detaljerede og forpligtende rammer for den fremtidige arealanvendelse, herunder rammer for bebyggelsesforhold (bebyggelsesgrad, etageforhold m.m.), vejforhold, arealer til offentlige forhold, parker og friarealer osv. Der blev ikke fastsat bindende regler for indholdet af de partielle byplanvedtægter ud fra den opfattelse, at på den ene side måtte det afhænge af de stedlige forhold hvilke emner, det kunne være rimeligt at inddrage, og på den anden side kunne tidligere betydningsfulde forhold miste denne mens omvendt andre nye forhold kunne dukke op og tiltage i betydning.
Også selve fremgangsmåden ved godkendelse af planer ved utraditionel. Den ansvarlige for byplanlægningen, Den Kommitterede i Byplansager Kai Hendriksen (kommitteret 1941-1954), fik til opgave at rådgive både kommuner og ministerium i byplanspørgsmål og valgte at lade de sagkyndige rejse riget rundt for at drøfte byplanlægningen på stedet, hvorved kun den afsluttende, formelle godkendelse blev henlagt til hovedstaden. Denne fremgangsmåde skyldtes Kai Hendriksens egne erfaringer fra Dansk Byplanlaboratorium, der havde været drivkraften bag byplanarbejdet.

### Byplanernes indhold
Ifølge byplanlovens § 2 stk. 2 kunne der i en byplan "træffes bestemmelser om:
1. Vejes beliggenhed, retning og bredde, byggelinier og hjørneafskæringer, vejes indbyrdes tilslutning...;
2. Beliggenheden af torve og andre til almindelig færdsel bestemte pladser;
3. Beliggenheden af spor og ledningsanlæg;
4. Beliggenheden af offentlige bygninger og anlæg, derunder sports- og legepladser, flyvepladser, havnearealer, ...parker samt kirkegårde;
5. Bebyggelsesarter og deres fordeling på området, derunder i henseende til benyttelse, såsom til bolig-, forretnings- eller industriformål;
6. Byggegrundenes dybde, bredde og arealindhold;
7. Bebyggelsens beliggenhed og udstrækning på grundene og om bygningers indbyrdes afstand:
8. Bebyggelsens ydre udformning såsom i henseende til ensartede højder og tagformer;
9. Bevaring af et område i overensstemmelse med dettes hidtidige karakter i henseende til bebyggelse og beplantning;
10. Regulering af bebyggelsen på ejendomme, der drives som landbrug (herunder landarbejderboliger), frøavl, skovbrug, gartneri, frugtplantager, fiskeri eller hønserier, idet det kan fastsættes, at der på disse kun må opføres bygninger til brug for de nævnte formål, samt funktionærboliger i tilslutning til eksisterende virksomheder og bygninger, der på lignende måde som forannævnte tjener et på stedet naturligt formål, erhverv eller beboelse.

Stk. 3: Hvor hensynet til bevaring af værdifulde gadebilleder eller gamle bydeles særprægede karakter tilsiger det, kan i en byplan tillige bestemmes, at bebyggelse kun må nedrives, ombygges eller på anden måde ændres, såfremt kommunalbestyrelsen meddeler tilladelse hertil."
Ifølge lovens §1 fastlagdes , at "Planen skal indeholde bestemmelser af de i paragraf 2, ...nr 1-5 og nr 10 omhandlede arter i det omfang, som er fornødent for at sikre en hensigtsmæssig og tilfredsstillende ordning af de fremtidige vej- og bebyggelsesforhold."
Med hensyn til byplanens udformning måtte denne være uens for dispositionsplaner og partielle byplanvedtægter men fælles var dog en tekst, der redegjorde for tanker og overvejelser om den fremtid, planen skulle sikre, endvidere kort, der opdelte det planlagte område i hensigtsmæssige delområder, for hvilke der fastsattes de særlige bestemmelser om begrænsninger i tiltag, der netop for dette jordstykke (eller disse jordstykker) skulle gælde, og endelig en illustrationsplan, der på den ene eller anden måde skulle give indtryk af det forventede fremtidsbillede for området eller dele deraf.

### Lovens betydning
Byplanloven af 1938 med de tilpasninger i administrationen, der skete ved cirkulæret af 1939, gjorde, at der igangsattes et byplanarbejde rundt om i landet. Til trods for besættelsen under 2. verdenskrig gik byplanlægningen sin sejrsgang over hele landet. Blandt de tidligste byplaner var dem for:
- Nakskov (1942)
- Herning (1943)
- Holbæk (1944)

Andre købstæder, hvor der tidligt blev udarbejdet dispositionsplanforslag, var Ålborg. Århus, Odense, Esbjerg, Svendborg, Sønderborg, Åbenrå, Søllerød og Nexø.
Foruden byplaner for købstæder fremkom der byplaner for en række stationsbyer og lignende, ikke mindst i det daværende Holbæk amt, hvor byer som Dianalund, Gørlev, Høng, Jyderup, Knabstrup, Mørkøv og Tølløse fik byplaner under krigen.
Udarbejdelsen af partielle byplanvedtægter gik i begyndelsen langsomt. Fra 1941 til 1945 blev for hele landet udarbejdet og af Indenrigsministeriet godkendt i alt 27 byplanvedtægter .
Efter 1945 voksede antallet af byplaner og partielle byplanvedtægter støt. Dette skyldes dels befolkningsudviklingen, idet det efter folketællingen 1960 kunne opgøres, at 89 købstæder og 160 sognekommuner var byplanpligtige i henhold til lovens bestemmelser. Samtidig begyndte en række sognekommuner, der ikke var byplanpligtige efter loven, at lade udarbejde forslag til byplaner. I 1965 opgjordes det, at henved 300 kommuner var byplanpligtige og yderligere omkring 240 selv havde taget skridt til udarbejdelse af byplaner. Pr. 1. september 1965 opgjordes antallet af godkendte byplanvedtægter for de daværende amter således:
- Københavns amt – 275
- Frederiksborg amt – 94
- Roskilde Amt – 26
- Holbæk amt – 12
- Sorø amt – 10
- Præstø Amt – 6
- Bornholms Amt – 5
- Maribo amt – 11
- Svendborg amt – 22
- Odense amt – 43
- Assens Amt – 1
- Sønderborg Amt – 5
- Åbenrå Amt – 5
- Tønder Amt – 0
- Haderslev Amt – 4
- Vejle Amt – 27
- Ribe amt – 22
- Ringkøbing Amt – 37
- Skanderborg amt – 14
- Århus amt – 45
- Randers Amt – 16
- Viborg Amt – 8
- Ålborg Amt – 23
- Hjørring amt – 28
- Thisted Amt – 5

i alt 744 partielle byplanvedtægter.

## Betydning for senere planlovgivning
Der erfaringer, der opnåedes under forvaltningen af byplanloven af 1938, fik stor betydning ved planlovreformen 1973. Ved denne reform knæsattes opdelingen i to plantyper: helhedsplanen (kaldet kommuneplanen) og delplanen (kaldet lokalplanen) endegyldigt. Hverken med hensyn til indhold eller udformning skete der nogen forandring i de krav, der stilledes i forhold til tidligere bestemmelser. Derimod indebar planlovreformen, at byplanlægningen skulle ske med offentlighedens inddragelse og (for helhedsplanlægningens vedkommende) efter afvejning af ulige alternativer. Hvor byplanloven havde forudsat, at en byplanlægning var et anliggende for sagkyndige med "fuldt betryggende Sagkundskab", erkendte man ved planlovreformen, at al byplanlægning i bund og grund er politisk, det vil sige en afvejning af ulige særinteresser og hensyn og derfor bedst tjent med at blive afgjort ved argumenternes indbyrdes styrke. Ligeledes, at ulige grupper kan være i besiddelse af en særlig viden og indsigt, som fagfolk kan mangle.